# Aulos (Francia)
Aulos /oˈlo/ è un ex comune francese di 54 abitanti situato nel dipartimento dell'Ariège nella regione dell'Occitania. Il 1º gennaio 2019 fu accorpato con il comune di Sinsat per formare il nuovo comune di Aulos-Sinsat.

## Società

### Evoluzione demografica
Abitanti censiti